# 1984
Évszázadok: 19. század – 20. század – 21. század
Évtizedek: 1930-as évek – 1940-es évek – 1950-es évek – 1960-as évek – 1970-es évek – 1980-as évek – 1990-es évek – 2000-es évek – 2010-es évek – 2020-as évek – 2030-as évek
Évek: 1979 – 1980 – 1981 – 1982 –  1983 – 1984 – 1985 – 1986 – 1987 – 1988 – 1989

## Események

### Január
- január 1.
  - Brunei önálló állammá válik.
  - Az AT&T távközlési vállalatbirodalmat a monopolellenes törvény alapján 24 önálló részre darabolják.
- január 3. – Tunéziában bevezetik a rendkívüli állapotot a kenyér árának emelése miatt kitört zavargások miatt.
- január 7.
  - Brunei a hatodik tagjává válik a Délkelet-Ázsiai Nemzetek Szövetségének (ASEAN).
  - Csao Ce-jang első kínai miniszterelnökként az USA-ba látogat.
- január 10. – Az Egyesült Államok és a Vatikán felveszik a diplomáciai kapcsolatot.
- január 17. – Stockholmban megkezdődik az Európai biztonság- és bizalomépítési, valamint leszerelési konferencia (CDE).[1]
- január 20. – Zavargások Marokkóban az áremelések miatt.

### Február
- február 13. – A pár nappal korábban elhunyt Jurij Vlagyimirovics Andropov helyére Konsztantyin Csernyenkót választják meg az SZKP új főtitkárává.[2]
- február 18. – Olaszország hivatalos államvallása újra a római katolikus lesz.
- február 21. – Javier Pérez de Cuéllar ENSZ-főtitkár látogatást tesz Prágában, ahol fogadja őt Gustáv Husák köztársasági elnök.[3]
- február 22. – Irán offenzívát indít Irak ellen. Az USA és Nagy-Britannia hadihajókat vezényel a térségbe. Nemzetközi felháborodást kelt, hogy az irániak fiatalkorúakat is besoroznak.
- február 26. – Kivonulnak az amerikai haditengerészek Bejrútból (Libanon).
- február 29. – Pierre Trudeau kanadai miniszterelnök bejelenti a visszavonulását.

### Március
- március 5. – Irán vegyi fegyverek alkalmazásával vádolja Irakot.
- március 6. – A brit szénbányászok 12 hónapos sztrájkjának kezdete.
- március 22. – Miután a belgrádi parlament elfogadja az IMF feltételeit, lehetővé válik a 20,5 milliárd dolláros jugoszláv adósság átütemezése.[4]
- március 24. – Rómában 700 ezren tüntetnek a kormány gazdaságpolitikája ellen.
- március 30. – Meghal Gaëtan Dugas, akit az elsők között diagnosztizáltak AIDS-szel. (Ő volt a „nulladik beteg”.)[5]

### Április
- április 3. – Egy héttel Sékou Touré elnök halála után katonai hatalomátvétel Guineában. Az új elnök Lansana Conté lesz.
- április 12. – Palesztin fegyveresek elrabolnak egy izraeli 300-as buszt. Az izraeli erők megrohamozzák a buszt, 2 emberrabló és 1 túsz veszti életét, további két fegyverest elfognak a hatóságok, akiket később az izraeli titkos rendőrség halálra kínoz. Az ügy nagy botrányt kavar a titkosszolgálatokkal kapcsolatban.
- április 16. – Másfélmilliós tüntetés São Paulóban a közvetlen elnökválasztásért.
- április 17. – Londonban a líbiai nagykövetségről rálőnek a Kadhafi-ellenes tüntetés résztvevőire. Nagy-Britannia megszakítja a diplomáciai kapcsolatokat Líbiával.
- április 19. – Ausztrália beiktatja új himnuszát, valamint a zöld és arany színeket választja a nemzet színeivé.
- április 28. – Budapesten átadják a Skála Metro áruházat a Marx téren (ma: Nyugati tér).

### Május
- május 8. – A Szovjetunió bejelenti, hogy bojkottálja a Los Angelesben tartandó XXIII. nyári olimpiát.
- május 10. – A csehszlovák hatóságok ismét letartóztatják Duray Miklóst, majd ezt követően több szlovákiai magyar értelmiségit előzetes letartóztatásba helyeznek. (Bebörtönzése ellen külföldön ismét számos helyen tiltakoznak, de szlovák ellenzéki értelmiségiek is szolidaritást vállalnak vele. Budapesten Duray-bizottság alakul, de a tiltakozó akciók hatástalanok maradnak. Az ítélet nélkül fogva tartott Durayt csak 1985. május 10-én engedik szabadon.)[6]
- május 11. – Ausztráliában bevezetik az 1 dolláros érmét.
- május 15. – Veselin Đuranović váltja Mika Špiljakot a jugoszláv államelnöki székben.[7]
- május 17. – A külföldi bankok 7 éves haladékot adnak Jugoszláviának az 1984-ben esedékes tartozások kifizetésére.[8]
- május 23. – Richard von Weizsäckert választják az NSZK államfőjének.[9]
- május 27. – Az első többpárti parlamenti választások Egyiptomban.

### Június
- június 5.
  - A szaúdi légierő lelő egy iráni felségjelű Phantom F-4-es harci repülőt.
  - Indira Gandhi indiai miniszterelnök támadást rendel el az amritszári Aranytemplom (a legszentebb szikh hely) ellen (Kék Csillag hadművelet), mert nem hajlandóak kiadni a szikh ellenállás vezetőjét. Ezért a rendeletéért Gandhi még ebben az évben merénylet áldozata lesz.
- június 6. – Véget ér az NSZK-ban a 13 hétig tartó nyomdaipari sztrájk.
- június 7–9. – A londoni csúcsértekezleten, a hét legnagyobb fejlett ipari ország állam- és kormányfői nyilatkozatot adnak ki a kelet–nyugati kapcsolatokról és a fegyverkorlátozásról.[1]
- június 8. – A wisconsini Barneveldt városa csaknem teljesen elpusztul egy tornádóban.
- június 12. – A Nyugat-európai Unió hét országának külügyminisztere Párizsban elhatározza a WEU újjáélesztését.[1]
- június 24. – A 11 legeladósodottabb latin-amerikai ország konferenciája Cartagenában, melyen a nyugati országokat a kamatlábak csökkentésére szólítják fel.
- június 25. – Lord Carrington követi Joseph Luns-ot a NATO főtitkári beosztásban.[1]
- június 30. – Kanada miniszterelnöke John Napier Turner lesz.

### Július

Felső-Volta új zászlaja

Kanada új miniszterelnöke, a konzervatív Brian Mulroney

- július 12. – Súlyos jégeső pusztít Münchenben és környékén.
- július 14. – Az új-zélandi parlamenti választásokat a Munkáspárt nyeri, David Lange lesz a miniszterelnök.
- július 17. – Roland Fabius ipari miniszter lesz a francia miniszterelnök. A kommunisták kiválása a koalícióból háromévi kormányzás után.[10]
- július 18. – A kaliforniai San Ysidro városában James Oliver Huberty a társadalomból kiábrándulva délután 4 óra körül belép egy McDonald's gyorsétterembe és tüzet nyit az ott tartózkodókra, 21 halott (köztük Huberty) és 19 sebesült marad a 77 perces ámokfutás után a helyszínen.
- július 22–augusztus 5. – A Lutheránus Világszövetség 7. nagygyűlése Budapesten. Ennek során a világszervezet elnökévé választják Káldy Zoltán magyar evangélikus püspököt.[11]
- július 25. – A Szaljut–7 kozmonautája, Szvetlana Szavickaja rövid űrsétájával beírja magát a történelembe, az első nő, aki az űrhajón kívüli világűrbe kijutott.

### Augusztus
- augusztus 4. – Az afrikai Felső-Volta állam megváltoztatja nevét Burkina Fasóra.
- augusztus 11. – Ronald Reagan egy mikrofonpróbán bejelenti a Szovjetunió bombázását.
- augusztus 13. – Megállapodás Marokkó és Líbia uniójáról.
- augusztus 21. – Félmilliós tüntetés Manilában Ferdinand Marcos elnök ellen.
- augusztus 22. – Dél-Afrikában először választanak színes bőrű képviselőket.

### Szeptember
- szeptember 4. – A kanadai képviselőházi választásokat a Haladó Konzervatív Párt nyeri Brian Mulroney vezetésével. Mulroney 17-én alakít kormányt.
- szeptember 13. – Izraelben nagykoalíció alakul a Munkapárt és a Likud részvételével.
- szeptember 22. – Verdunben közös megemlékezésen vesz részt az NSZK kancellárja és a francia államelnök.
- szeptember 26. – Nagy-Britannia és Kína aláírja azt a szerződést, melynek értelmében Hongkong 1997-ben újra Kína részévé válik.}

### Október

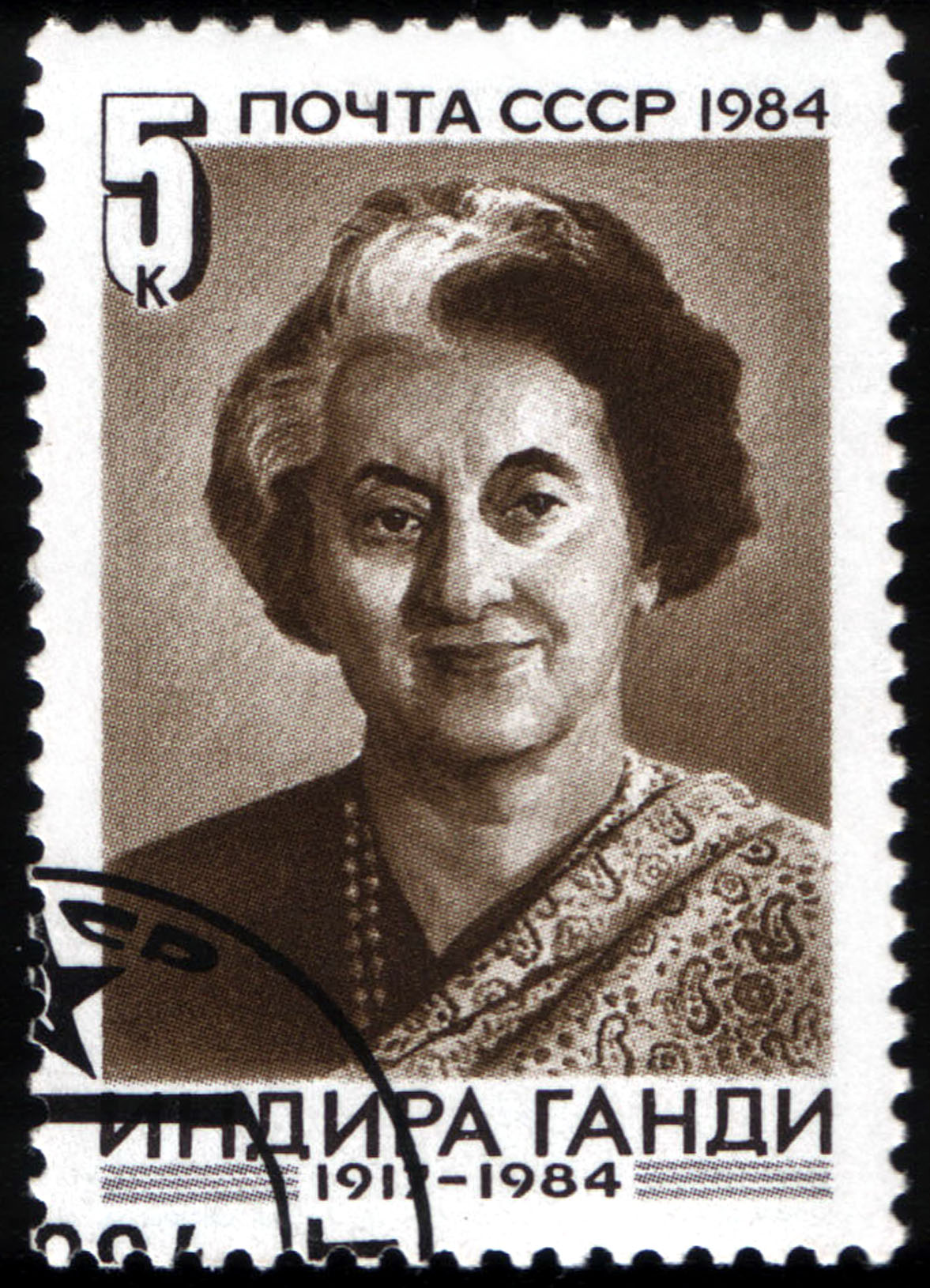
Indira Gandhi meggyilkolásakor kiadott szovjet bélyeg

- október 2. – Először kerül női képviselő a svájci szövetségi tanácsba.
- október 12. – Az IRA merényletet kísérel meg a brit kabinet ellen a Brighton Hotel felrobbantásával, de kudarcot vallanak, Margaret Thatcher karcolásokkal ússza meg az esetet.
- október 15. – El Salvadorban tárgyalások kezdődnek a kormány és az FLMN ellenállási szervezet között.
- október 19. – Ismeretlenek elrabolják Jerzy Popiełuszko ellenzéki papot Varsóban. (Holttestét november 3-án találják meg, temetése rendszerellenes tüntetéssé válik.)
- október 19. – Richter Richárd ámokfutása a Csillag börtönben.
- október 26. – A jugoszláv nemzetgyűlés kéri az 1985–88-ban esedékes hiteltörlesztés átütemezését a Nemzetközi Valutaalaptól.[12]
- október 26–27. – A Nyugat-európai Unió tagországainak külügy- és védelmi miniszterei kiadják a „Római Nyilatkozatot”, amelyben bejelentik a WEU-n belüli együttműködés fokozására vonatkozó döntésüket.[1]
- október 31. – A legszentebb szikh templom lerombolása miatt érzett dühükben szikh testőrei meggyilkolják Indira Gandhi indiai miniszterelnököt. (Az ezt követő hindu megtorlásokban és a hadsereg tisztogató akcióiban több tízezer szikh vesztette életét.)[13]

### November
- november 4. – A nicaraguai választásokat a Sandinista Front nyeri a szavazatok 67%-ával.
- november 2.
  - Felavatják a Szolnoki Papírgyárat.
  - Szvetlana Allilujeva Petersz, Sztálin leánya, 17 évi nyugati tartózkodás után hazatér a Szovjetunióba.
- november 5. – Átadják a forgalomnak a kiszélesített Árpád hidat és a metró Élmunkás tér- és Árpád híd közötti szakaszát.

- november 6.

Ronald Reagan az USA 49 államában szerez többséget az elnökválasztáson

  - Az amerikai elnökválasztást a Republikánus Párt jelöltje, Ronald Reagan nyeri (49 államban szerez többséget) Walter Mondale ellenében. Az egyidejűleg tartott szenátusi és képviselőházi választásokon a demokraták szerepelnek jobban (mindkét házban demokrata többség).
  - Elkészül a 200 000-ik Ikarus autóbusz.
- november 19. – A PEMEX olajvállalat finomítója felrobban Mexikóvárosban, az ezt követő tüzekben közel 500-an vesztik életüket.
- november 19–23. – A Román Kommunista Párt XIII. kongresszusa.
- november 25.
  - Nagy-Britannia és Írország 36 legismertebb zenésze megalakítja a Band Aid formációt az etiópiai éhezők megsegítésére.
  - Elnökválasztás Uruguayban 11 évi katonai kormányzás után. A Colorado-párti Julio Sanguinetti lesz az államfő.
  - A határviták rendezése Argentína és Chile között.
- november 27. – Jugoszláviában életbe lép a külföldi befektetésekről szóló törvény, mely kimondja, hogy a külföldi részesedés maximum 49% lehet.[14]
- november 30.
  - Srí Lankán a Tamil Tigrisek megkezdik a szingaléz lakosság elüldözését az általuk uralt területekről.
  - 250 évvel a halála után William Penn, Pennsylvania állam alapítója az Egyesült Államok tiszteletbeli állampolgára lesz.

### December
- december 1. – Az ausztrál parlamenti választásokat a kormányzó Munkáspárt nyeri.
- december 2. – Éjjel – Bhopáli katasztrófa – a Union Carbide vegyiüzeme felrobban Bhopálban, a felszabaduló több mint 40 tonna metil-izocianát közel 8000 ember halálát és 120 000 ember maradandó károsodását okozza. Beivódott a talajba, az ivóvízbe, a növényekbe, állatokba és mind a mai napig mérgezi a helyieket.
- december 6. – Oláh István vezérezredest, a Magyar Néphadsereg vezérkari főnökét választja honvédelmi miniszterré a Népköztársaság Elnöki Tanácsa.
- december 19. – Kína és Nagy-Britannia aláírja a megállapodást Hongkong jövőjéről; az átadást (1997) követően „két rendszer, egy nemzet”.
- december 22. – Lemond Dom Mintoff máltai miniszterelnök. Utódja Carmelo Mifsud Bonnici.
- december 24. – Az indiai választásokat a Kongresszus Párt nyeri, Radzsiv Gandhi lesz a miniszterelnök.

### Határozatlan dátumú események
- az év folyamán
  - Etiópiában súlyos éhínség pusztít, melyben mintegy egymillióan vesztik életüket.
  - Az USA nagyvárosaiban gyorsan elterjed egy új kábítószertípus, a crack.
  - Határegyezmény Kenya és Szomália között.
  - Befejeződik az Északi-tengeren a Statfjord-olajmező feltárása. A 271 m magas Statfjord C fúrósziget átadásával Norvégia fontos olajexportáló országgá válik.
  - Marokkó kilép az Afrikai Unióból, mivel a szervezet fölvette a királyság ellenőrzése alatt álló, de függetlenséget követelő Nyugat-Szaharát.[15]
  - Az USA a terrorizmust támogató államnak minősíti Iránt és szankciókat léptett életbe ellene.[16]

## Az év témái

### 1984 a filmművészetben
- Tengiz Abuladze: Vezeklés
- Bacsó Péter: Te rongyos élet
- Fábri Zoltán: Gyertek el a névnapomra
- Gémes József: Daliás idők
- Alekszej Jurjevics German: Barátom Ivan Lapsin
- Jeles András: Angyali üdvözlet
- Jim Jarmusch: Florida, a Paradicsom
- Otar Joszeliani: A Hold kegyeltjei
- Koltay Gábor: István, a király
- Andrej Szergejevics Koncsalovszkij: Mária szerelmei
- Mészáros Márta: Napló gyermekeimnek
- Sára Sándor: Pergőtűz
- Wim Wenders: Párizs, Texas
- Xantus János: Eszkimó asszony fázik
- James Cameron: Terminátor – A halálosztó
- Henri Verneuil: Az arany bűvöletében
- Ebben az évben készült el a Garfield a természet lágy ölén (Garfield a vadonban).

### 1984 az irodalomban
- Megjelennek Douglas Adams Galaxis útikalauz stopposoknak és Viszlát, és kösz a halakat! c. könyvei.
- Megjelenik William Gibson Neurománc c. regénye
- Megjelenik José Saramago Ricardo Reis halálának éve c. könyve.
- Halála után kiadják J. R. R. Tolkien Az elveszett mesék könyve II. kötetét.
- 1984 címmel írt regényt George Orwell (1948-ban).
- Kiadják David Gemmell Legenda c. könyvét.
- Václav Havel megírja Largo desolato című színművét.[17]

### 1984 a sportban
- február 8. – Megkezdődnek a XIV. téli olimpiai játékok Szarajevóban.
- június 27. – Franciaország legyőzi Spanyolországot 2–0-ra az Európa-bajnokság döntőjében.
- július 28. – Megkezdődnek a XXIII. nyári olimpiai játékok Los Angelesben. A szocialista országok Románia kivételével távol maradnak az eseménytől. Ez a második alkalom, hogy magyar csapat nem vesz részt olimpián.
- Niki Lauda megszerzi pályafutása harmadik Formula–1-es világbajnoki címét a McLaren csapat színeiben, mindössze fél ponttal csapattársa, Alain Prost előtt.
- A Bp. Honvéd SE nyeri az NB1-et. Ez a klub 7. bajnoki címe.

### 1984 a televízióban
- szeptember 16. – A Miami Vice tv-sorozat először kerül adásba az NBC-n.

### 1984 a tudományban

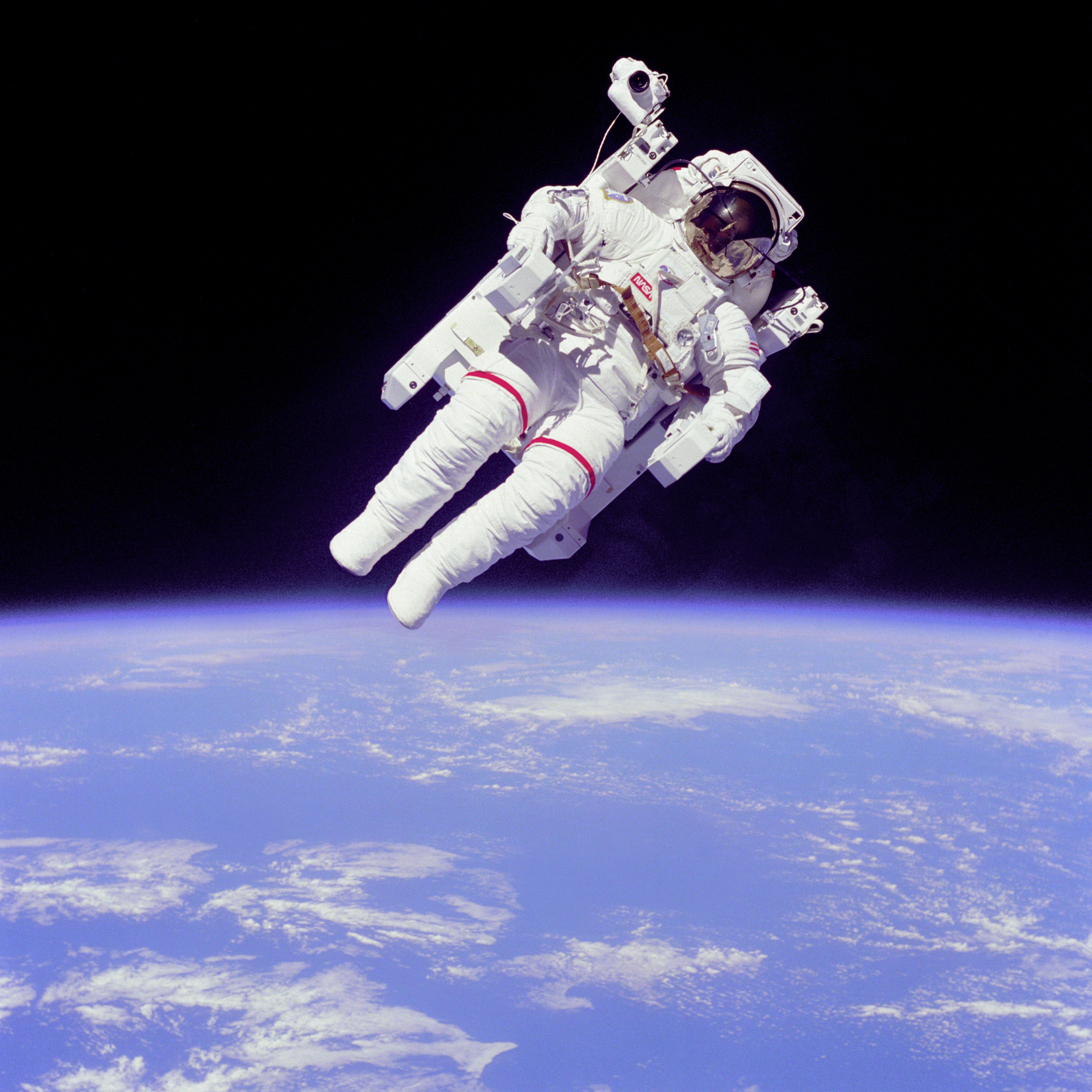
Az első köldökzsinór nélküli űrséta (Bruce McCandless II)

- január 24. – Piaci forgalomba kerül az első Apple Macintosh számítógép. Előtte két nappal pedig bemutatják - kereskedelmileg először és utoljára - a kultikus Apple „1984” Macintosh reklámot a Super Bowl reklámblokkjában.
- február 3. – A Challenger amerikai űrrepülőgép 10. missziójára indul.
- február 7. – Sor kerül az első köldökzsinór nélküli űrsétára (Bruce McCandless II és Robert L. Stewart).
- Elkészül a Discovery űrrepülőgép
- Elindul a GNU projekt, (szabad felhasználású Unix program)

### 1984 a zenében
- augusztus 10. – A Balkán dívája, Lepa Brena jugoszláv énekesnő koncertje a temesvári 1 Mai Stadionban. (A Ceaușescu-korszak legnagyobb külföldi művészének koncertje, melyen közel 60 ezer ember vett részt.)[18]
- A Szellemirtók c. film betétdala a nyár slágere.
- Nem hivatalosan feloszlik a Fonográf együttes.
- Újjáalakul a Deep Purple, megjelenik a Perfect Strangers című lemezük.
- Megnyeri Eros Ramazzotti a Sanremói Dalfesztivált a fiatalok versenyében, a Terra promessa című dalával.

#### Albumok
- Alphaville: Forever Young
- Bikini: XX. századi híradó
- Bon Jovi: Bon Jovi
- Bruce Springsteen: Born in the U.S.A.
- Bryan Adams: Reckless
- Céline Dion: Mélanie
- Cseh Tamás–Bereményi Géza: Jóslat
- David Bowie: Tonight
- Joe Cocker: Civilized Man
- Donna Summer: Cats Without Claws
- Dolly Roll: Eldoradoll
- Deák Bill Gyula: Rossz vér
- Deep Purple: Perfect Strangers
- Depeche Mode: Some Great Reward
- INXS: The Swing
- Első Emelet: Első Emelet 1
- Edda Művek: Viszlát Edda!
- Whitesnake: Slide It In
- Eurythmics: 1984 (For the Love of Big Brother)
- Fonográf: Jelenkor
- Frank Sinatra: L.A. Is My Lady
- Frankie Goes to Hollywood: Welcome to the Pleasure Dome
- Foreigner: Agent Provocateur
- Richard Sanderson: Fairy Tale
- Fun Fun: Have Fun!
- Hobo Blues Band: Vadászat
- Iron Maiden: Powerslave
- Janet Jackson: Dream Street
- The Carpenters: An Old-Fashioned Christmas
- The Jackson 5: Victory
- Judas Priest: Defenders of the Faith
- Kajagoogoo: Islands
- Katona Klári – Katona Kári IV
- Kim Wilde: Teases & Dares / The Very Best of Kim Wilde
- Kiss: Animalize
- Koncz Zsuzsa - Konczert
- Kool & the Gang: Emergency
- Laura Branigan: Self Control
- Limahl: Don't Suppose
- Locomotiv GT - Ellenfél nélkül
- Madonna: Like a Virgin
- Manfred Mann’s Earth Band: Budapest Live
- Metallica: Ride the Lightning
- Mike Oldfield: Discovery / The Killing Fields
- Prince: Purple Rain
- Queen: The Works
- REO Speedwagon: Wheels Are Turnin'
- Rebbie Jackson: Centipede
- Red Hot Chili Peppers: Red Hot Chili Peppers
- Ricchi e Poveri: Ieri e Oggi
- Rockwell: Somebody's Watching Me
- Roger Waters: The Pros and Cons of Hitch Hiking
- Run–D.M.C.: Run–D.M.C.
- Sade: Diamond Life
- Scorpions: Love at First Sting
- Solaris: Marsbéli krónikák
- Stevie Ray Vaughan: Couldn't Stand the Weather
- Stevie Wonder: The Woman in Red (soundtrack)
- Tina Turner: Private Dancer
- The Bangles: All Over the Place
- Twisted Sister: Stay Hungry
- U2: The Unforgettable Fire
- Ultravox: Lament
- V’Moto-Rock: Garázskijárat
- Van Halen: 1984
- Wham! (George Michael): Make It Big
- Zee: Identity

## Születések

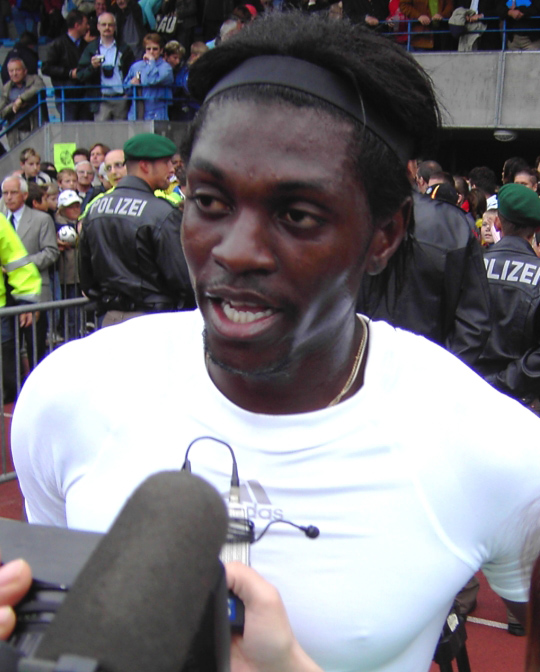
Emmanuel Adebayor

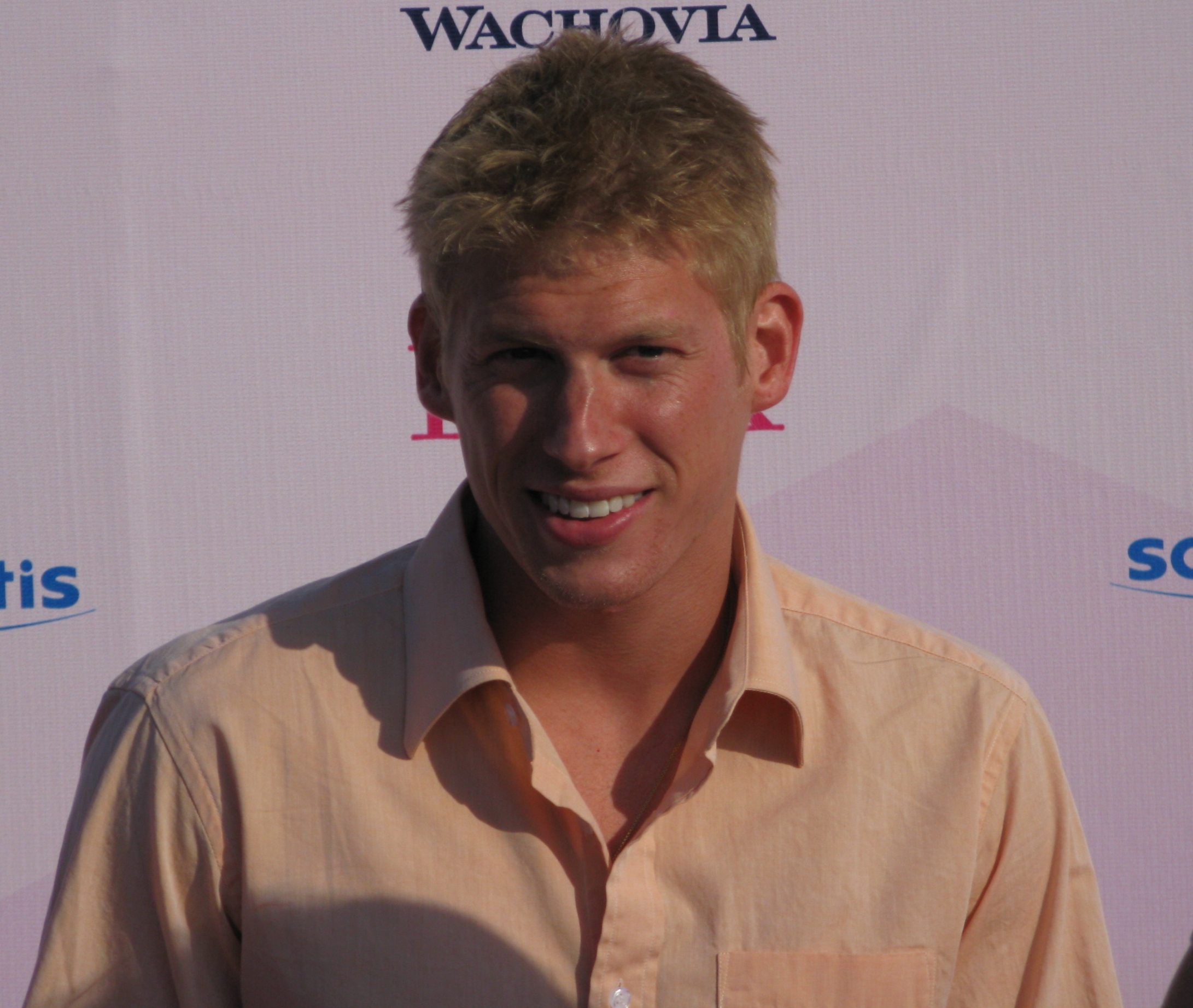
Justin Spring

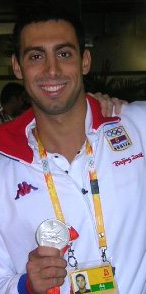
Milorad Čavić

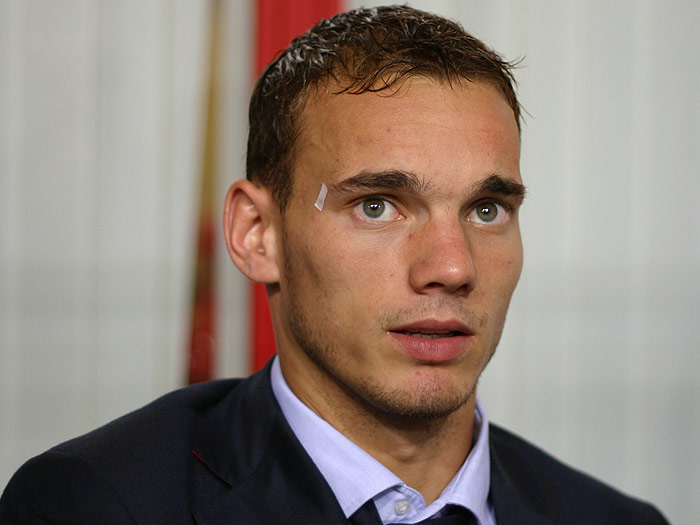
Wesley Sneijder

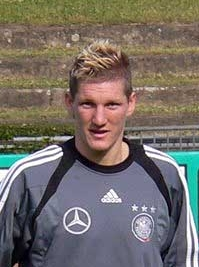
Bastian Schweinsteiger

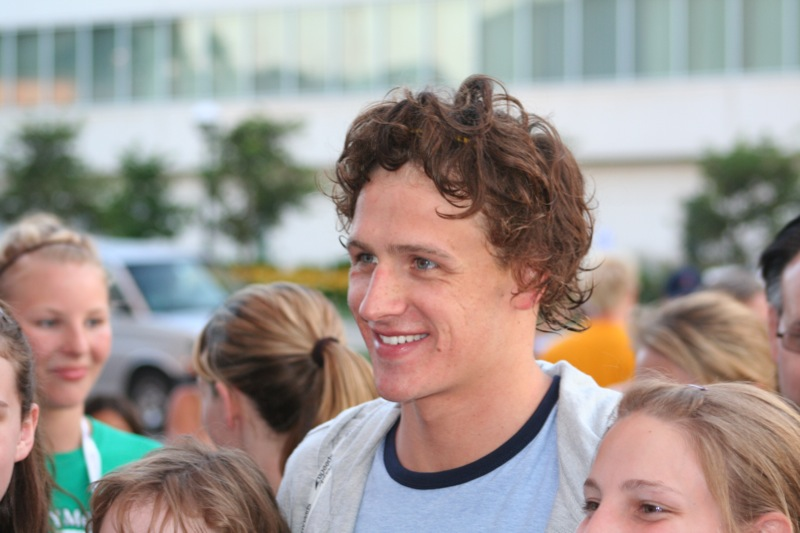
Ryan Lochte

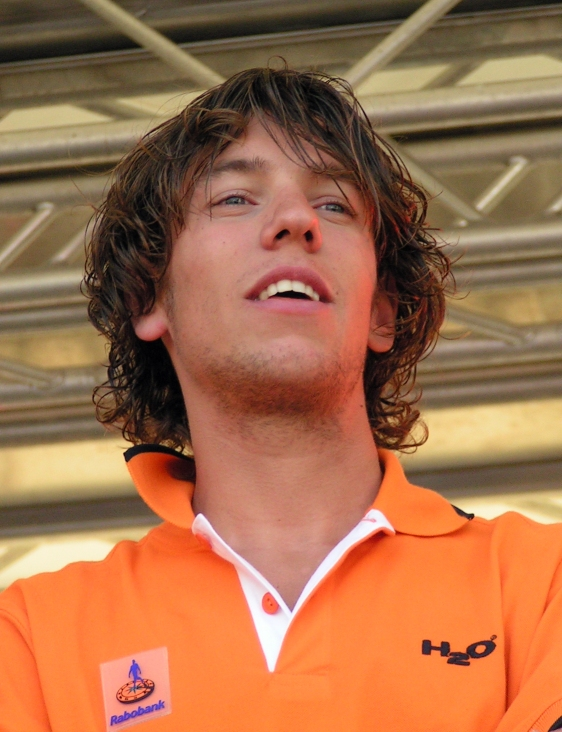
Thomas Dekker

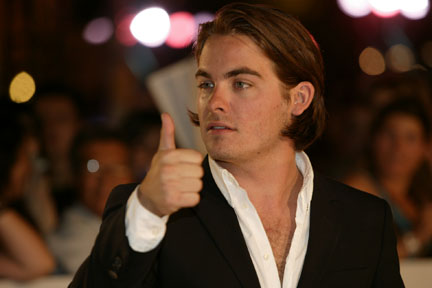
Kevin Zegers

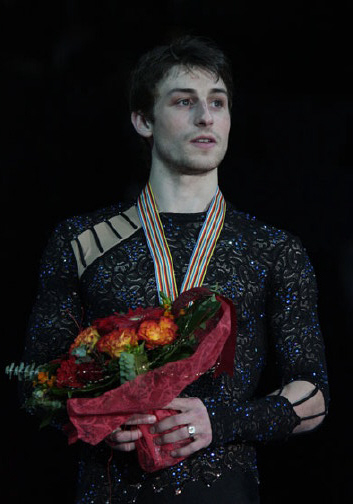
Brian Joubert

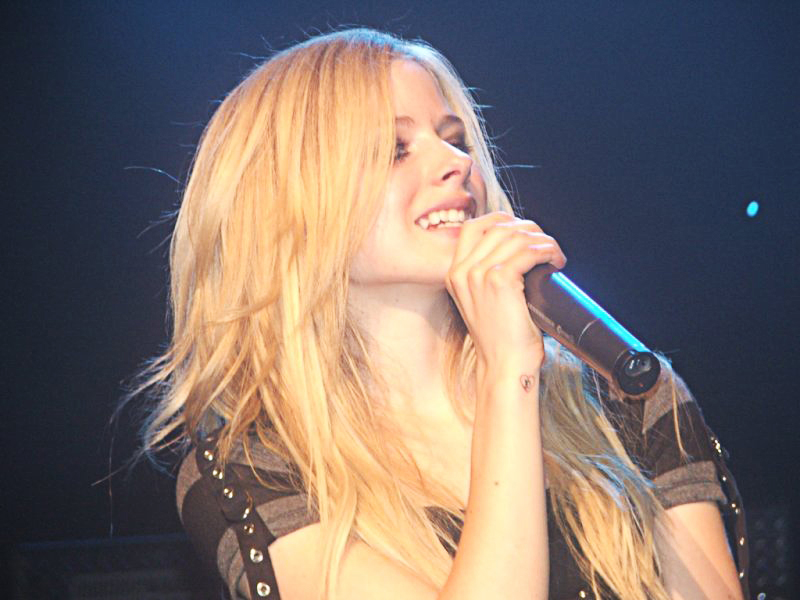
Avril Lavigne

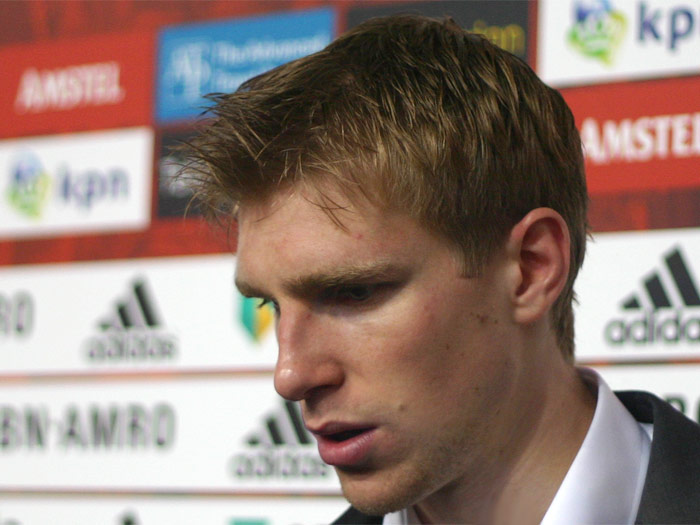
Per Mertesacker

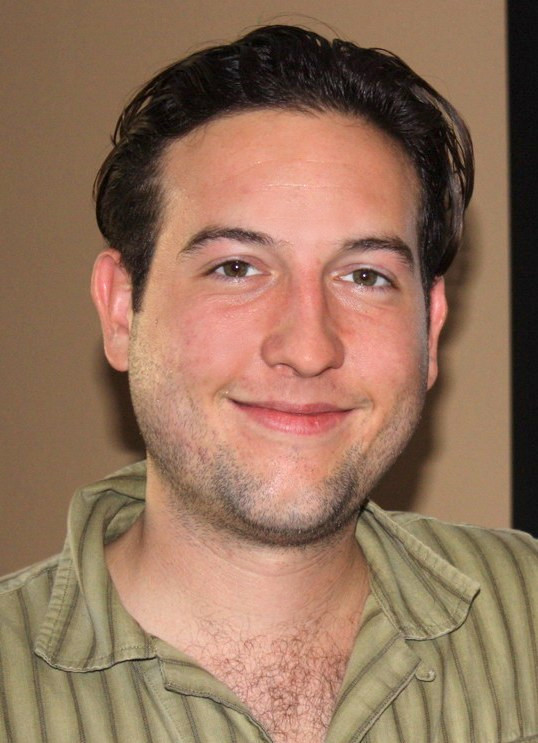
Chris Marquette

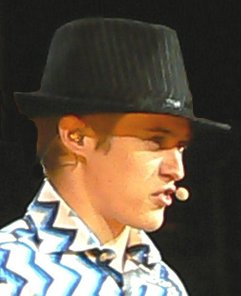
Lucas Grabeel

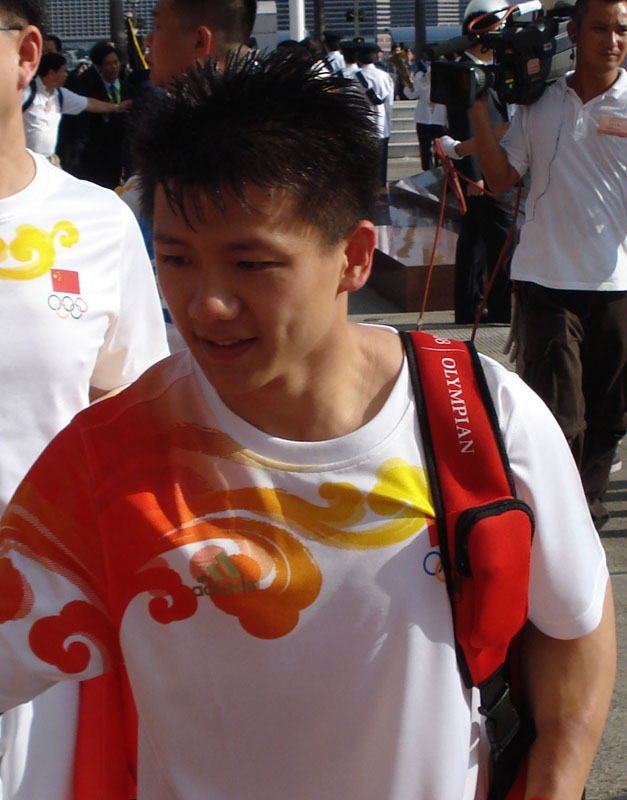
Chen Yibing

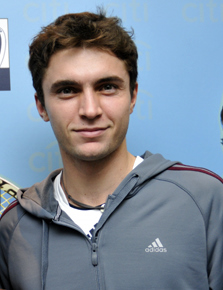
Gilles Simon

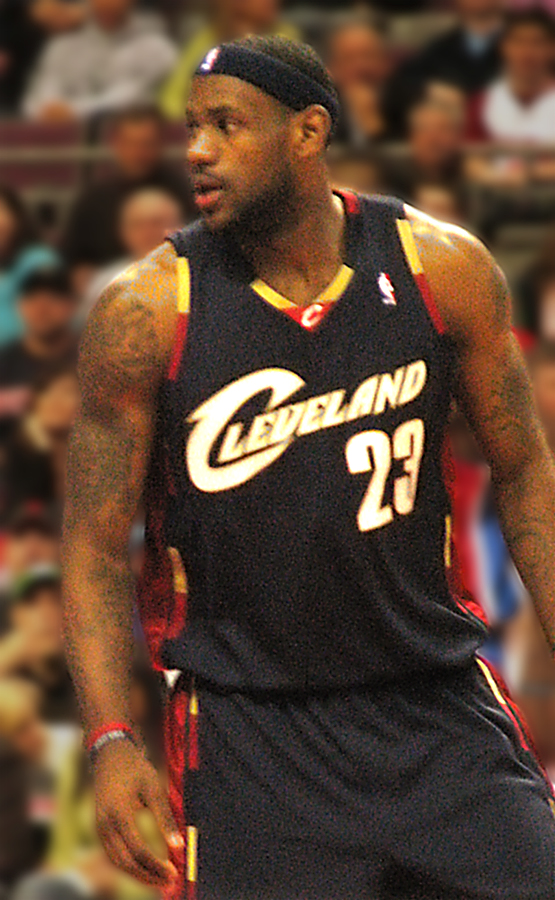
LeBron James

### Január
- január 11. – Arlene Iradie Semeco Arismendi, venezuelai úszónő
- január 13. – Pollák Zoltán, magyar labdarúgó
- január 18. – Haszebe Makoto, japán labdarúgó
- január 19. – Rebecsák Szilárd, magyar labdarúgó
- január 21. – Luke Grimes, amerikai színész
- január 23. – Arjen Robben, holland labdarúgó
- január 24. – Justin Baldoni, amerikai színész
- január 26. – Kelly Stables színésznő, A kör című trilógiában Samara Morgan, a kútba dobott halott kislány megformálója
- január 26. – Luo Xuejuan kínai úszó, a 2004-es nyári olimpia 100 méteres női mellúszás aranyérmese
- január 28. – Sík Márton, magyar kenus
- január 29. – Vas János, magyar jégkorongozó
- január 29. – Nuno Morais, portugál labdarúgó
- január 30. – Jevon Tarantino, amerikai műugró
- január 31. – Jeremy Wariner, amerikai atléta

### Február
- február 3. – Artyom Szilcsenko, világbajnoki bronzérmes orosz szupertoronyugró
- február 6. – Jonas Andersson, svéd úszó
- február 6. – Darren Bent, angol labdarúgó
- február 12. – Peter Vanderkaay, amerikai úszó
- február 13. – Hinkelien Schreuder, holland úszónő
- február 14. – Matt Barr, amerikai színész
- február 15. – Isaiah Msibi, szváziföldi sprinter
- február 21. – Andreas Seppi, olasz teniszező
- február 22. – Dimitrij Szavickij, belorusz tornász[19]
- február 24. – Grace Daniel, nigériai tollaslabda játékos
- február 25. – Xing Huina a 2004-es athéni olimpia 10 km-es női maratoni futás bajnoka
- február 25. – Uroš Vilovski szerb kézilabdázó, az MKB Veszprém KC játékosa
- február 26. – Beren Saat török színésznő
- február 26. – Emmanuel Adebayor, togói labdarúgó
- február 28. – Kandech Evelyne, énekesnő

### Március
- március 4.
  - Hosnyánszky Norbert olimpiai és világbajnok vízilabdázó
  - Gulyás Péter, magyar kézilabdázó
- március 8. – Garics György, magyar születésű osztrák labdarúgó
- március 9. – Rekop György, magyar humorista
- március 11. – Justin Spring, amerikai tornász
- március 13. – Noel Fisher, kanadai színész
- március 18. – Kovács Csaba, magyar jégkorongozó
- március 20. – Fernando Torres, spanyol labdarúgó
- március 28.
  - Nyikolaj Szkvorcov, orosz úszó
  - Daumants Dreiškens olimpiai ezüstérmes lett bobos
- március 29. – Király Viktor, magyar énekes
- március 31. – Martins Dukurs lett szkeletonos

### Április
- április 2. – Barta Nóra, magyar műugró
- április 3. – Jevon Atkinson, jamaicai úszó
- április 4. – Arkagyij Vjatcsanin, orosz úszó
- április 5. – Marshall Allman, amerikai színész
- április 5. – Horváth Illés színész, szinkronszínész
- április 8. – Olteán Csongor, magyar gerelyvető
- április 8. – Eleider Alvarez, kolumbiai ökölvívó
- április 10. – Billy Kay amerikai színész
- április 17. – Francis Crippen, amerikai hosszútávúszó († 2010)
- április 20. – Michel Batista, kubai birkózó
- április 22. – Makszim Devjatovszkij, orosz tornász
- április 24. – Sam Simpson, ausztrál tornász

### Május
- május 4. – Alex Campbell, kanadai színész
- május 5. – Tom Parsons, angol magasugró
- május 5. – Mike Brown, kanadai úszó
- május 11. – Andrés Iniesta a spanyol felnőtt labdarúgó válogatott támadó középpályása
- május 13.
  - Kyra Banks, magyar pornószínésznő
  - Joe Neguse amerikai jogász és politikus
- május 14. – Michael Rensing, német labdarúgó
- május 23. – Mikko Minkkinen, finn műkorcsolyázó
- május 25. – Unnur Birna Vilhjálmsdóttir, Miss World 2005
- május 31. – Jason Smith ausztrál színész, az Otthonunk »« Home and Away tv-sorozat Robbie Hunterje
- május 31. – Milorad Čavić, szerb úszó

### Június
- június 1. – Taylor Handley, amerikai színész
- június 1. – Sharntelle McLean, trinidadi úszónő
- június 2. – Andrei Cross, barbadosi úszó
- június 6. - ByeAlex, magyar zenész
- június 9. – Wesley Sneijder, holland labdarúgó
- június 11. – Vágner Love, brazil labdarúgó
- június 11. – Gary Hunt, brit műugró, világbajnok szupertoronyugró
- június 12. – Isaac Botella, spanyol tornász
- június 16. – Császár Gábor magyar kézilabdázó
- június 16. – Farkas István magyar labdarúgó
- június 19. – Benjamin Collier, új-zélandi gyeplabdázó
- június 20. – Szöllősi Mátyás, magyar költő, szerkesztő
- június 19. – Benjamin Collier, új-zélandi gyeplabdázó

### Július
- július 2. – Johnny Weir, amerikai műkorcsolyázó
- július 2. – Maarten Martens, belga labdarúgó
- július 3. – Corey Sevier, kanadai színész
- július 4. – Andrij Szemenov, ukrán súlylökő
- július 7. – Alberto Aquilani, olasz labdarúgó
- július 9. – Olusoji Fasuba, nigériai sprinter
- július 10. – Mark González, chilei labdarúgó
- július 12. – Gareth Gates, angol énekes
- július 14. – Balogh Edina, magyar színésznő, műsorvezető, volt szépségkirálynő, alkalmi modell, festőművész
- július 16. – Sašo Bertoncelj, szlovén tornász
- július 18. – Lee Barnard, angol labdarúgó
- július 18. – Vanessa Garcia Vega, Puerto Ricó-i úszónő
- július 24. – Nagy Viktor világbajnok magyar válogatott vízilabdázó

### Augusztus
- augusztus 1. – Bastian Schweinsteiger, német labdarúgó
- augusztus 3. – Jon Foster amerikai színész
- augusztus 3. – Carah Faye Charnow amerikai énekes
- augusztus 3. – Ryan Lochte, amerikai úszó
- augusztus 3. – Kyle Schmid kanadai színész
- augusztus 4. – Szergej Adbena, ukrán úszó
- augusztus 8. – Michelisz Norbert magyar autóversenyző
- augusztus 9. – Kim Jihoon, dél-koreai tornász
- augusztus 9. – Pierre Perrier, francia színész
- augusztus 10. – Hayden Stoeckel, ausztrál úszó
- augusztus 11. – Lucas di Grassi brazil autóversenyző
- augusztus 19. – Alessandro Matri, olasz labdarúgó
- augusztus 21. – Alizée Jacotey, francia énekes
- augusztus 24. – Kyle Schmid, amerikai színész
- augusztus 28. – Ben Gilbank, kanadai színész
- augusztus 28. – Darian Townsend, dél-afrikai úszó

### Szeptember
- szeptember 3. – Garrett Hedlund amerikai színész
- szeptember 6. – Thomas Dekker holland kerékpáros
- szeptember 7. – Vera Igorevna Zvonarjova háromszoros Grand Slam győztes orosz teniszezőnő
- szeptember 8. – Vitalij Petrov orosz autóversenyző
- szeptember 9. – Andrey Silnov, orosz magasugró
- szeptember 11. – Chris Colwill, amerikai műugró
- szeptember 12. – John Hamer, angol műkorcsolyázó
- szeptember 13. – Pákolicz Dávid, magyar labdarúgó
- szeptember 14. – Adam Lamberg, amerikai színész
- szeptember 17. – Kim Daeeun, dél-koreai tornász
- szeptember 19. – Kevin Zegers, kanadai színész
- szeptember 20. – Brian Joubert, francia műkorcsolyázó
- szeptember 21. – Ben Wildman-Tobriner, amerikai úszó
- szeptember 25. ‑ Teodora Postic, szlovén műkorcsolyázónő
- szeptember 27. – Avril Lavigne kanadai énekesnő
- szeptember 27. – Johan Libéreau, francia színész
- szeptember 29. – Per Mertesacker, német labdarúgó
- szeptember 29. – Hevesi-Tóth Tamás, magyar labdarúgó
- szeptember 29. – Fegyverneky Zsófia, magyar kosárlabdázó

### Október
- október 3. – Chris Marquette, amerikai színész
- október 5. – Alekszandr Vorobjev, ukrán tornász
- október 5. – Terrence Haynes, barbadosi úszó
- október 7. – Mohai Balázs, fotóriporter
- október 9. – Daniel Garcia Gonzalez, andorrai judós
- október 12. – Victoria Poon, kanadai úszónő
- október 15. – Chris Olivero amerikai színész
- október 16. – Trevor Blumas, kanadai színész
- október 21. – Joseph Bolz, német színész
- október 21. – Anna Bogdanova, orosz atléta
- október 24. – Ragnheidur Ragnarsdottir, izlandi úszónő
- október 25. – Katy Perry, amerikai énekesnő
- október 26. – Sasha Cohen amerikai műjégtáncos
- október 27. – Kelly Osbourne, angol énekesnő, Ozzy Osbourne lánya

### November
- november 4. – Ayila Yussuf nigériai labdarúgó
- november 8. – Steven Webb, angol színész
- november 9. – Tiandra Ponteen, saint kitts és nevis-i atléta
- november 18. – Dominik Meichtry, svájci úszó
- november 22. – Scarlett Johansson, amerikai színésznő
- november 23. – Lucas Grabeel, amerikai színész
- november 24. – Szabó Erika magyar színésznő, koreográfus-asszisztens
- november 30. – Alan Hutton, skót labdarúgó

### December
- december 2. – Lékai-Kiss Ramóna, magyar színésznő
- december 3. – Kis Attila magyar jégkorongozó
- december 7. – Robert Kubica lengyel autóversenyző
- december 7. – Marko Vujin, szerb kézilabda-játékos
- december 8. – Emma Green, svéd magasugró
- december 11. – Leighton Baines, angol labdarúgó
- december 12. – Daniel Agger, dán labdarúgó
- december 13. – Hanna-Maria Seppälä, finn úszónő
- december 16. – Puskás Péter, énekes és színész
- december 19. – Csen Ji-ping, kínai tornász
- december 21. – Jackson Rathbone, amerikai színész
- december 22. – Jonas Altberg svéd énekes, zenei producer és DJ
- december 25. – Yenima Arencibia, kubai atléta
- december 25. – Kállai Zoltán, magyar tornász
- december 26. – Alex Schwazer, olimpiai bajnok olasz gyaloglóatléta
- december 27. – Kusztor Péter, magyar kerékpározó
- december 27. – Gilles Simon, francia teniszező
- december 28. – Rosir Calderon, kubai röplabdázó
- december 29. – Gionata Mingozzi, olasz labdarúgó († 2008)
- december 30. – LeBron James, a Los Angeles Lakers kosárlabdacsapat (NBA) all-star támadója
- december 30. – Rév Marcell magyar operatőr
- december 31. – Rene Jacob Yougbare, burkina faso-i úszó

## Halálozások
- január 8. – Aczél György magyar szemész, katonaorvos, egészségügyi miniszterhelyettes (* 1923)
- január 14. – Beamter Jenő (Bubi), dzsessz-zenész (vibrafon, dob), zeneszerző, zenetanár (* 1912)
- január 20. – Johnny Weissmuller, többszörös olimpiai bajnok úszó, Tarzan megformálója (* 1904)
- január 27. – Országh László, nyelvész, szótárszerkesztő (* 1907)
- február 9. – Jurij Vlagyimirovics Andropov, szovjet pártfőtitkár (* 1914)
- február 21. – Mihail Alekszandrovics Solohov, Nobel-díjas orosz író (* 1905)
- március 23. – Csuka Zoltán, vajdasági magyar költő, műfordító (* 1901)
- április 8. – Pjotr Leonyidovics Kapica, Nobel-díjas szovjet fizikus (* 1894)
- április 20. – Gálcsiki János, magyar színész, szinkronszínész (* 1926)
- április 22. – Kerpel-Fronius Ödön orvos, gyermekgyógyász, fiziológus, az MTA tagja (* 1906)
- április 24. – Zám Tibor író, tanár, szociográfus (* 1929)
- május 1. – Barabás Tibor, író (* 1911)
- május 5. – Bozsi Mihály, olimpiai bajnok vízilabdázó, úszó, edző (* 1911)
- május 30. – Deme Gábor, dramaturg, színész (* 1934)
- június 1. – Arhip Mihajlovics Ljulka, szovjet gépészmérnök, akadémikus (* 1908)
- június 12. – Ferencsik János, karmester (* 1907)
- június 21. – Ferencz Károly, olimpiai bronzérmes birkózó (* 1911)
- június 25. – Michel Foucault, francia történész, filozófus (* 1926)
- június 27. – Hédervári Péter, geológus, amatőrcsillagász, író, újságíró (* 1931)
- július 8. – Brassaï (Halász Gyula), fényképész, Párizs fotósa (* 1899)
- július 14. – Ernest Tidyman, amerikai író (* 1928)
- július 17. – Vén Emil, Munkácsy Mihály-díjas festőművész (* 1902)
- augusztus 5. – Richard Burton, brit színész (* 1925)
- augusztus 19. – Szabó Zoltán író, falukutató, A tardi helyzet és a Cifra nyomorúság szerzője (* 1912)
- augusztus 25. – Viktor Csukarin, szovjet tornász (* 1921)
- szeptember 1. – Szőts Endre, geológus, paleontológus (* 1914)
- szeptember 9. – Máté Péter, magyar énekes, dalszerző (* 1947)
- szeptember 20. – Babos Zoltán magyar vegyészmérnök, élelmezésügyi miniszterhelyettes (* 1920)
- szeptember 25. – Dabrónaki Gyula magyar politikus, élelmezésügyi miniszterhelyettes (* 1916)
- október 14. – Martin Ryle, Fizikai Nobel-díjas angol kutató (* 1918)
- október 15. – Ungvári Lajos, Kossuth-díjas szobrászművész (* 1902)
- október 18. – Jon-Erik Hexum, amerikai színész, modell (* 1957)
- október 20. – Paul Dirac, Nobel-díjas brit fizikus (* 1902)
- október 21. – François Truffaut, francia filmrendező (* 1932)
- október 21. – Őze Lajos, Kossuth-díjas magyar színművész (* 1935)
- október 30. – Kígyós Sándor, magyar szobrász (* 1943)
- október 31. – Indira Gandhi, indiai politikus, miniszterelnök (* 1917)
- november 4. – Csik Ferenc, magyar fotóművész (* 1894)
- november 9. – Hegedűs Tibor, magyar színész, érdemes művész (* 1898)
- november 14. – Győrffy György, magyar színész, szinkronszínész (* 1920)
- november 18. – Kucs Béla, Munkácsy Mihály-díjas magyar szobrászművész (* 1925)
- november 22. – Bánhidi László, magyar színész („Matula bácsi”) (* 1906)
- november 23. – Apátfalvi Czene János, festőművész (* 1904)
- december 13. – Amerigo Tot, (Tóth Imre), magyar származású olasz szobrász (* 1909)
- december 14. – Vicente Aleixandre, spanyol Nobel-díjas író (* 1898)
- december 24. – Bacskay Zoltán magyar matematikus, egyetemi tanár (* 1905)
- december 27. – Kosáryné Réz Lola magyar író, műfordító (* 1892)
- december 28. – Sam Peckinpah, amerikai filmrendező (* 1925)

## Nobel-díjak
| Fizikai            | Carlo Rubbia, olasz és Simon van der Meer holland fizikusok                                                            |
| Kémiai             | Robert Bruce Merrifield amerikai kémikus                                                                               |
| Orvosi-fiziológiai | Niels Kaj Jerne, dán orvos, Georges J. F. Köhler német biológus és César Milstein argentin származású angol biokémikus |
| Irodalmi           | Jaroslav Seifert, cseh író, újságíró                                                                                   |
| Béke               | Desmond Mpilo Tutu, dél-afrikai pap, politikus                                                                         |
| Közgazdasági       | Richard Stone, brit közgazdász                                                                                         |